# Dan Racoțea
Dan-Emil Racoțea (Brassó, 1995. július 21. –) román válogatott kézilabdázó.

## Pályafutása

### Klubcsapatokban
Pályafutását a Rom Cri Brașov csapatában kezdte, 2013-ban lett a CSM București játékosa. A 2013-2014-es szezonban 96 gólt lőtt a bajnokságban. 2014 nyarán a lengyel Wisła Płock csapatához igazolt. A következő két idényben összesen 157 gólt szerzett a lengyel bajnokságban és a Bajnokok Ligájában. 2016 szeptemberének végétől 2017 februárjának közepéig sérülés miatt nem állhatott csapata rendelkezésére. A 2016-2017-es szezonban így is 17 bajnokin lépett pályára, ezeken 38 gólt szerzett és a Bajnokok Ligájában is pályára lépett öt alkalommal. A következő szezonban 28 mérkőzésen 62 alkalommal talált az ellenfelek hálójába. A 2018-2019-es idényben csapatával a Bajnokok Ligájában a nyolcaddöntőig jutott, ott a Pick Szeged ejtette ki a Plockot. 2019 nyarától a Telekom Veszprém játékosa.

### A válogatottban
2012-ben u18-as Európa-bajnokságon, 2013-ban U19-es-, 2015-ben pedig U21-es világbajnokságon szerepelt. A román válogatottban 2014. október 29-én mutatkozott be egy Koszovó elleni mérkőzésen.